# Maria Elisabetta di Savoia-Carignano
Maria Francesca Elisabetta Carlotta Giuseppina di Savoia-Carignano (Parigi, 13 aprile 1800 – Bolzano, 25 dicembre 1856) era figlia di Carlo Emanuele e di Maria Cristina di Sassonia, e sorella di Carlo Alberto. Divenne Arciduchessa d'Austria in virtù del suo matrimonio con Ranieri Giuseppe d'Asburgo-Lorena.

## Biografia

### Infanzia

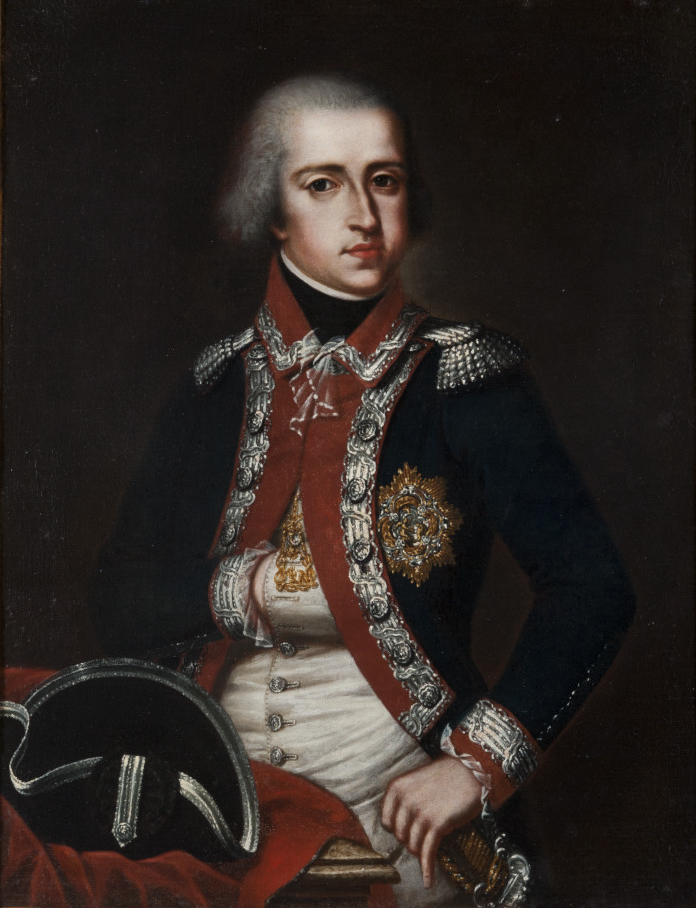
Carlo Emanuele di Savoia-Carignano, padre di Maria Elisabetta

Maria Elisabetta di Savoia era figlia del Principe di Carignano Carlo Emanuele di Savoia-Carignano, e della principessa consorte Maria Cristina di Sassonia, figlia del duca di Curlandia.
Quattro mesi dopo la sua nascita, il 16 agosto, suo padre morì in un carcere della Repubblica francese. La vedova, Maria Cristina, visse alla corte reale di Dresda, a Parigi e a Ginevra. Il principe Carlo Alberto, suo fratello, ricevette il grado di ufficiale dell'esercito di Napoleone. Nel 1810 la principessa Maria Cristina sposò Joseph Maximilien Thibaut de Montléart, che venne elevato al rango di principe dall'imperatore.
Dopo la caduta di Napoleone, il Congresso di Vienna riconobbe Carlo Alberto come futuro erede al trono del Regno di Sardegna, il quale nel 1817, tornò in Piemonte, e sposò l'arciduchessa Maria Teresa d'Asburgo-Lorena, figlia di Ferdinando III, granduca di Toscana.

### Matrimonio

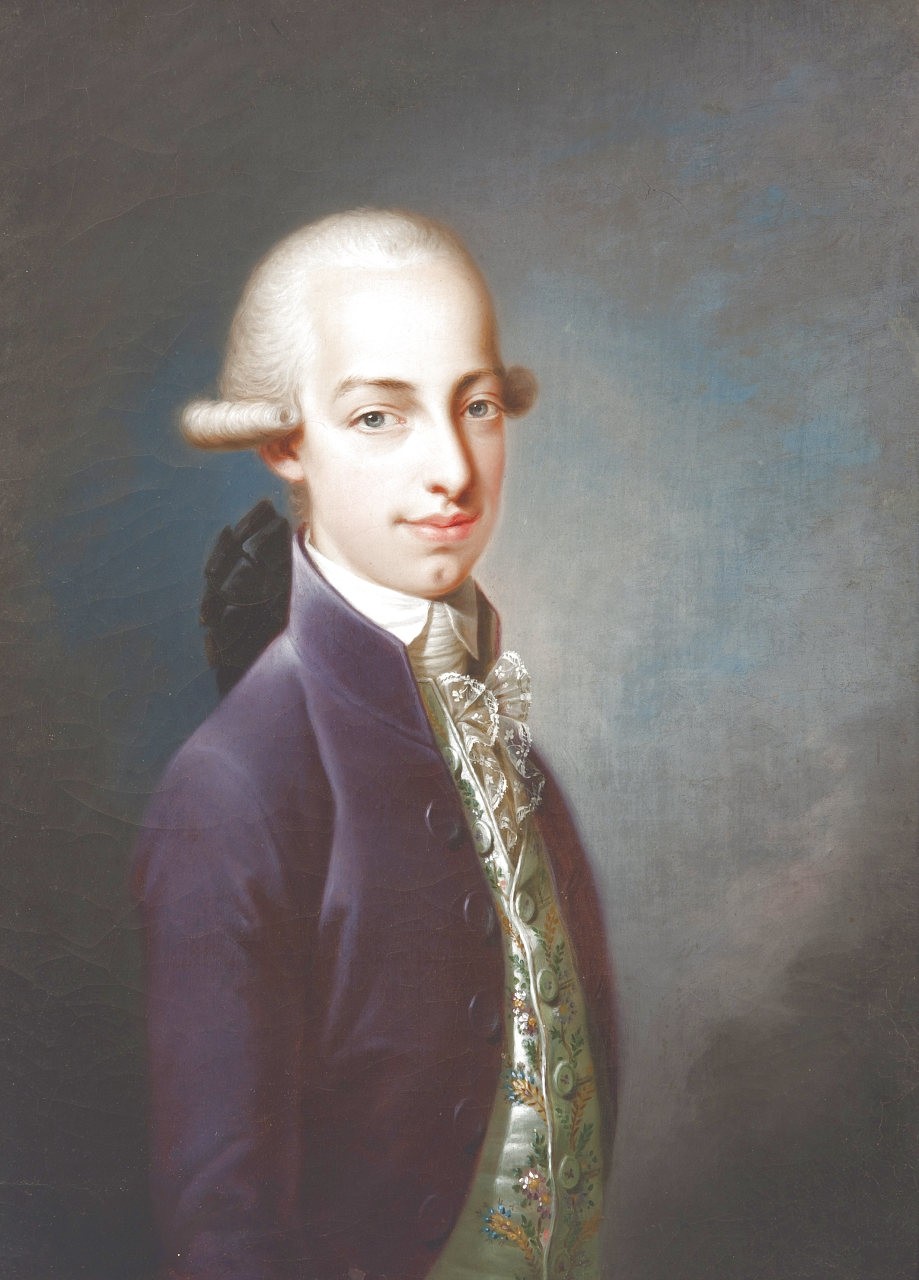
L'arciduca Ranieri Giuseppe d'Asburgo-Lorena

Maria Elisabetta sposò il 28 maggio 1820, a Praga, l'arciduca d'Austria Ranieri Giuseppe d'Asburgo-Lorena, viceré del Lombardo-Veneto.

### Corte vicereale di Milano
La corte di Milano non prevedeva una responsabilità amministrativa, ma per lo più dei doveri cerimoniali.
Nel 1831 il fratello di Elisabetta, Carlo Alberto, divenne re di Sardegna. Gli Asburgo cercarono di rafforzare i rapporti con entrambe le parti e, nel 1842, la figlia maggiore dell'arciduca Ranieri, l'arciduchessa Maria Adelaide, sposò il principe ereditario Vittorio Emanuele, figlio di Carlo Alberto.
Il mandato dell'arciduca Ranieri si concluse nel 1848 in occasione dei movimenti rivoluzionari. Nel gennaio del 1848 il viceré insieme alla moglie si recarono a Vienna. Il 15 marzo 1848, Carlo Alberto dichiarò guerra all'Austria. Il 18 marzo Milano insorse contro il maresciallo Radetzky, che venne nominato governatore militare, portando alla vittoria l'esercito imperiale e sconfiggendo l'esercito Sardo nella prima guerra d'indipendenza italiana.

### Morte
L'arciduca Ranieri morì nel gennaio 1853. Maria Elisabetta gli sopravvisse tre anni e morì il giorno di natale, il 25 dicembre 1856, di tubercolosi. Venne sepolta nella cattedrale di Bolzano, dove fu sepolto anche suo marito tre anni prima.

## Discendenza
Maria Elisabetta e Ranieri Giuseppe d'Asburgo-Lorena ebbero otto figli:
- Maria Carolina (1821-1844);
- Maria Adelaide d'Asburgo-Lorena (3 giugno 1822 - 20 gennaio 1855), che sposò il cugino Vittorio Emanuele II di Savoia;
- Leopoldo (6 giugno 1823 - 24 maggio 1898);
- Ernesto (8 agosto 1824 - 4 aprile 1899);
- Sigismondo (7 febbraio 1826-15 dicembre 1891);
- Ranieri Ferdinando (11 gennaio 1827 - 27 gennaio 1913);
- Enrico (28 maggio 1828 - 30 novembre 1891);
- Massimiliano (1830-1839).

## Ascendenza
|                                        |                        |                                                 | Genitori                                     |  |  | Nonni |  |  | Bisnonni                           |  |  | Trisnonni                             |  |
|                                        |                        |                                                 |                                              |  |  |       |  |  | Luigi Vittorio di Savoia-Carignano |  |  | Vittorio Amedeo I di Savoia-Carignano |  |
|                                        |                        |                                                 |                                              |  |  |       |  |  | Luigi Vittorio di Savoia-Carignano |  |  | Vittorio Amedeo I di Savoia-Carignano |  |
|                                        |                        | Maria Vittoria Francesca di Savoia              |                                              |  |  |       |  |  | Luigi Vittorio di Savoia-Carignano |  |  |                                       |  |
| Vittorio Amedeo II di Savoia-Carignano |                        |                                                 |                                              |  |  |       |  |  | Luigi Vittorio di Savoia-Carignano |  |  |                                       |  |
|                                        |                        | Cristina Enrichetta d'Assia-Rheinfels-Rotenburg | Ernesto Leopoldo d'Assia-Rheinfels-Rotenburg |  |  |       |  |  |                                    |  |  |                                       |  |
|                                        |                        | Cristina Enrichetta d'Assia-Rheinfels-Rotenburg | Ernesto Leopoldo d'Assia-Rheinfels-Rotenburg |  |  |       |  |  |                                    |  |  |                                       |  |
|                                        |                        | Cristina Enrichetta d'Assia-Rheinfels-Rotenburg | Eleonora di Löwenstein-Wertheim-Rochefort    |  |  |       |  |  |                                    |  |  |                                       |  |
| Carlo Emanuele di Savoia-Carignano     |                        | Cristina Enrichetta d'Assia-Rheinfels-Rotenburg |                                              |  |  |       |  |  |                                    |  |  |                                       |  |
|                                        |                        | Luigi Carlo di Lorena, principe di Lambesc      | Luigi di Lorena, principe di Lambesc         |  |  |       |  |  |                                    |  |  |                                       |  |
|                                        |                        | Luigi Carlo di Lorena, principe di Lambesc      | Luigi di Lorena, principe di Lambesc         |  |  |       |  |  |                                    |  |  |                                       |  |
|                                        |                        | Luigi Carlo di Lorena, principe di Lambesc      | Jeanne Henriette Marguerite de Durfort       |  |  |       |  |  |                                    |  |  |                                       |  |
| Giuseppina Teresa di Lorena-Armagnac   |                        | Luigi Carlo di Lorena, principe di Lambesc      |                                              |  |  |       |  |  |                                    |  |  |                                       |  |
|                                        |                        | Louise Julie Constance de Rohan                 | Charles de Rohan, principe di Rochefort      |  |  |       |  |  |                                    |  |  |                                       |  |
|                                        |                        | Louise Julie Constance de Rohan                 | Charles de Rohan, principe di Rochefort      |  |  |       |  |  |                                    |  |  |                                       |  |
|                                        |                        | Louise Julie Constance de Rohan                 | Eléonore Eugénie de Béthisy de Mézières      |  |  |       |  |  |                                    |  |  |                                       |  |
| Maria Elisabetta di Savoia-carignano   |                        | Louise Julie Constance de Rohan                 |                                              |  |  |       |  |  |                                    |  |  |                                       |  |
|                                        | Augusto III di Polonia | Augusto II di Polonia                           |                                              |  |  |       |  |  |                                    |  |  |                                       |  |
|                                        | Augusto III di Polonia | Augusto II di Polonia                           |                                              |  |  |       |  |  |                                    |  |  |                                       |  |
|                                        | Augusto III di Polonia | Cristiana Eberardina di Brandeburgo-Bayreuth    |                                              |  |  |       |  |  |                                    |  |  |                                       |  |
| Carlo di Sassonia                      | Augusto III di Polonia |                                                 |                                              |  |  |       |  |  |                                    |  |  |                                       |  |
|                                        |                        | Maria Giuseppa d'Austria                        | Giuseppe I d'Asburgo                         |  |  |       |  |  |                                    |  |  |                                       |  |
|                                        |                        | Maria Giuseppa d'Austria                        | Giuseppe I d'Asburgo                         |  |  |       |  |  |                                    |  |  |                                       |  |
|                                        |                        | Maria Giuseppa d'Austria                        | Guglielmina Amalia di Brunswick-Lüneburg     |  |  |       |  |  |                                    |  |  |                                       |  |
| Maria Cristina di Curlandia            |                        | Maria Giuseppa d'Austria                        |                                              |  |  |       |  |  |                                    |  |  |                                       |  |
|                                        |                        | Stanislao Corvin-Krasinski                      | Aleksander Krasinski                         |  |  |       |  |  |                                    |  |  |                                       |  |
|                                        |                        | Stanislao Corvin-Krasinski                      | Aleksander Krasinski                         |  |  |       |  |  |                                    |  |  |                                       |  |
|                                        |                        | Stanislao Corvin-Krasinski                      | Salomea Trczinska                            |  |  |       |  |  |                                    |  |  |                                       |  |
| Franciszka Corvin-Krasińska            |                        | Stanislao Corvin-Krasinski                      |                                              |  |  |       |  |  |                                    |  |  |                                       |  |
|                                        |                        | Anna Humiecka                                   | Stefan Humiecki                              |  |  |       |  |  |                                    |  |  |                                       |  |
|                                        |                        | Anna Humiecka                                   | Stefan Humiecki                              |  |  |       |  |  |                                    |  |  |                                       |  |
|                                        |                        | Anna Humiecka                                   | Katarzyna Kronowska                          |  |  |       |  |  |                                    |  |  |                                       |  |
|                                        |                        | Anna Humiecka                                   |                                              |  |  |       |  |  |                                    |  |  |                                       |  |